# Alexander Severus
Marcus Aurelius Severus Alexander Augustus thường được gọi là Alexander Severus hay Severus Alexander (1 tháng 10 năm 208 - 21 hoặc 22 tháng 3 năm 235) là Hoàng đế La Mã từ năm 222 cho đến năm 235. Alexander là vị hoàng đế cuối cùng của nhà Severus. Ông lên ngôi sau khi ám sát người anh họ của mình, Elagabalus vào năm 222, và cuối cùng chính ông cũng bị quân đội sát hại. Cái chết của ông đánh dấu sự bắt đầu của Cuộc khủng hoảng của thế kỷ thứ ba với gần năm mươi năm nội chiến, ngoại xâm, và sự sụp đổ của nền kinh tế nội địa.
Alexander là người thừa kế chính thức của người anh họ ông, người đã bị giết chết cùng với mẹ mình khi bà đang cố bảo vệ ông, thi hài của họ bị vứt dưới sông Tiberis, dấu hiệu của sự khinh miệt của nhiều người. Ông và người anh họ đã mất của ông là cháu của Julia Maesa, một người phụ nữ nắm nhiều quyền lực trong triều thời bấy giờ, bà đã sắp xếp để đưa Elagabalus lên ngôi và cũng là người đã thuyết phục Elagabalus nhận Alexander làm con nuôi. Có nhiều tin đồn về việc Alexander có dính dáng trong vụ ám sát Elagabalus và mẹ của ông ta.
Trong thời kỳ trị vì của mình với tư cách là hoàng đế, triều đại của Alexander đánh dấu một thời đại thái bình và thịnh vượng. Một vài cuộc xung đột quân sự chống lại Đế chế Sassanid đang trỗi dậy mạnh mẽ đã nổ ra ở biên giới phía đông. Tuy vậy, trong công cuộc chống lại các bộ tộc người Giéc-man, việc Alexander ủng hộ việc thiết lập lại hòa bình bằng cách mua chuộc và bằng phương pháp ngoại giao khiến cho binh lính trở nên căm phẫn với ông và dẫn đến việc ông bị ám sát và thay thế.

## Thiếu thời và khởi đầu sự nghiệp
Alexandros Severus sinh vào ngày 1 tháng 10 năm 208 ở Arca Caesarea, tỉnh Syria Phoenicia (nay thuộc Liban) với tên gọi Marcus Julius Gessius Bassianus Alexianus. Cha của ông là Marcus Julius Gessius Marcianus, một pro magistratu tại Syria. Mẹ của ông là Julia Avita Mamaea, người con gái thứ hai của Julia Maesa và một quý tộc người Syria tên là Julius Avitus, và là dì ruột của hoàng đế Elagabalus. Alexandros có một chị tên là Theoclia, nhưng hiện có rất ít điều được biết đến về bà. Dì của mẹ Alexandros là Julia Domna (em gái của Maesa), hoàng hậu của hoàng đế Lucius Septimius Severus. Như vậy, Hoàng đế Caracalla và Geta Publius Septimius đều là anh chị em họ bên ngoại của mẹ ông.
Năm 221, bà của Alexandros, Maesa, đã thuyết phục Hoàng đế nhận người em họ của mình thành người thừa kế và với việc được tấn phong trở thành Caesar sau đó, ông đã được Bassianus đổi tên thành Alexandros. Trong năm sau, tức vào ngày 11 tháng 3 năm 222, Elagabalus đã bị ám sát, Alexandros được tấn phong làm hoàng đế bởi đội cận vệ Praetoriani và được chấp thuận bởi Viện Nguyên lão.
Khi Alexandros trở thành hoàng đế, ông đang còn rất trẻ, chỉ mới 13 tuổi, và hoàn toàn nằm dưới quyền nhiếp chính của mẹ ông. Julia Mamaea là một người phụ nữ đức hạnh, và bà cho nhiều cố vấn có tài theo hầu hoàng đế, dưới chính quyền của pháp quan thái thú Ulpian. Bà nhìn nhận rất rõ sự phát triển về tính cách của con trai mình và nâng cao phong thái của chính quyền thời bấy giờ.
Về mặt khác, Julia là một mẫu phụ nữ ghen tuông. Bà sắp xếp cuộc hôn nhân giữa Alexandros và Sallustia Orbiana, con gái của một quý tộc cao quý. Nhưng nhận thấy sự ảnh hưởng của Sallustia tới Alexandros là quá lớn và cha cô ta đã tham gia vào một vụ ám sát hụt hoàng đế nên bà đã quyết định trục xuất con dâu mình ra khỏi triều. Ngoài ra, bà cũng cố gắng xa lánh quân đội, bà cũng biết rằng, con trai bà cũng chưa đủ mạnh để có thể áp đặt nền kỷ luật lên quân đội.
Những cuộc nổi dậy trở nên thường xuyên trên toàn đế quốc, ở Roma, đội cận vệ Praetoriani đã nổi loạn do không hài lòng những hành động của Pháp quan thái thú Ulpian. Một cuộc bạo loạn diễn ra ba ngày đã nổ ra tại Roma giữa dân chúng và Praetoriani, nó chỉ kết thúc sau cái chết của Ulpian, người đã bị săn lùng và giết chết ngay dưới chân của vị Hoàng đế. Tại nhiều tỉnh của đế quốc, điển hình là Illyricum, Mauritania, Armenia, Mesopotamia và tại Germania, đã nổ ra nhiều cuộc nổi loạn, và chúng chỉ kết thúc khi viên chỉ huy của mình bị sát hại và quyền lợi của mình được tăng lên.
Trong suốt triều đại của mình, Alexandros đã cho xây dựng một số công trình lớn cuối cùng tại Roma trước thời của Diocletian. Ông đã xây dựng hệ thống dẫn nước cuối cùng của La Mã cổ đại, Aqua Alexandrina, với chiều dài 22 km, dẫn nước về Thermae Nero, nó đã được đổi tên thành Thermae Alexandrinae sau khi hoàng đế bằng hà.
Đăng quang ở tuổi 13, Alexandros Severus trở thành hoàng đế trẻ nhất trong lịch sử La Mã.

## Chiến tranh với Ba Tư và Giéc-man
Triều đại của Alexander là một trong những triều đại thịnh vượng nhất thời giờ cho đến khi đế quốc Sassanid nổi lên mạnh mẽ ở phía đông. Về cuộc chiến tranh giữa hai quốc gia này, đã có nhiều tài liều viết về nó nhưng theo các kiểu khác nhau. Theo Herodian, quân đội La Mã đã bị quân Ba Tư đánh bại thê thảm trong một số trận đánh, trong khi theo Historia Augusta, các công văn được gửi tới Alexander bởi Viện Nguyên lão La Mã, lại ghi rõ là họ đã dành nhiều chiến thắng lớn. Lấy Antiochia làm cơ sở của mình, ông đã dẫn một đội quân lớn viễn chinh tới Ctesiphon, nhưng tuy nhiên, một đội quân La Mã thứ hai đã bị người Ba Tư đánh tan tác, và thiệt hại hơn nữa đã bị phát sinh bởi những người La Mã rút lui tại Armenia.
Tuy nhiên, mặc dù cuộc chiến với Sassanid đã dừng lại trong một thời gian, nhưng những việc mà quân đội La Mã đã thực hiện trong thời gian này đã cho thấy một sự thiếu kỷ luật bất thường. Vào năm 232, đã có một cuộc nổi loạn nổ ra trong quân đoàn Lê dương Syria, và chỉ huy của họ là Taurinus được tôn lên làm hoàng đế. Alexander đã thực hiện nhiều biện pháp để ngăn chặn các cuộc nổi dậy, và Taurinus bị chết đuối khi đang cố gắng chạy trốn qua sông Euphrates. Hoàng đế trở về Roma và đã cho cử hành một lễ khải hoàn vào năm 233.
Năm sau, đế quốc của ông lại phải đối mặt với những kẻ xâm lược người Giéc-man ở Gaul, họ đã tấn công vào vùng biên giới nằm dọc theo sông Rhein, và đã đốt phá nhiều vùng nông thôn và cả nhiều pháo đài được phòng vệ cẩn mật. Alexander đã cho tập trung quân đội, đưa nhiều quân đoàn từ các tỉnh miền đông, và vượt qua sông Rhine để tiến vào Germania qua một cây cầu phao. Tuy vậy, theo lời khuyên của mẹ mình, thay vì dùng sức mạnh quân sự ông lại dùng tiền để mua chuộc các bộ lạc Giéc-man nhằm kéo dài thời gian. Cho dù đây là một chính sách khôn ngoan hay không, thì nó đã khiến các Đạo Binh La Mã cho rằng, hoàng đế không ưa họ.
“ Trong ý kiến của mình, Alexander đã cho thấy rằng ông không còn danh dự khi làm chuyện này, nó thể hiện rõ rằng ông ưa thích một cuộc sống dễ dàng, thay vì phải hành quân đi thảo phạt những tên rợ Giéc-man xấc xược từng làm nhiều điều tàn ác trước đây ”— Herodianus, Lịch sử của Đế quốc [La Mã] kể từ cái chết của Marcus   
Có nhiều cuộc thảo luận nhằm tìm một nhà lãnh đạo mới của quân đội. Sau đó, họ đã chọn Gaius Iulius Verus Maximinus, một người lính đến từ Thracia, người đã được thăng chức nhờ vào chính tài năng đã thể hiện ra của mình.
Sau khi đề xuất Maximinus làm hoàng đế, Alexander đã bị ám sát vào ngày 18 hoặc 19 tháng 3 năm 235 cùng với mẹ của mình, trong một cuộc nổi loạn của Quân đoàn Lê dương XXII Primigenia tại Moguntiacum (Mainz). Vụ ám sát này được thực hiện nhằm bảo đảm ngai vàng của Maximinus.
Cái chết của Alexander được nhiều nhà sử học xem như là dấu chấm hết của Chế độ Nguyên thủ được thiết lập bởi Augustus hơn 200 năm về trước. Mặc dù thuật ngữ "Chế độ Nguyên thủ" còn tiếp tục tồn tại trên lý thuyết cho đến thời Diocletianus, nhưng cái chết của Alexander báo hiệu cho khởi đầu của một thời kỳ hỗn loạn, mà được giới sử học gọi là cuộc Khủng hoảng ở thế kỷ thứ 3, đưa La Mã đến bên bờ vực sụp đổ.

## Hôn nhân
Alexander từng kết hôn 3 lần. Người vợ yêu thích nhất của ông là Sallustia Orbiana, sau này được tôn làm Augusta, họ kết hôn với nhau vào năm 225, khi bà mới chỉ có 5 tuổi. Tuy nhiên, ông đã ly hôn và trục xuất bà vào năm 227 khi cha bà, Seius Sallustius, bị xử trảm sau khi dính dáng đến một vụ ám sát hụt hoàng đế. Người vợ khác của ông là Sulpicia Memmia. Cha của bà là một người vào hạng Chấp chính quan của La Mã, ông nội bà có tên là Catulus.

### Văn kiện sơ cấp
- Cassius Dio, Roman History, Book 80
- Herodian, Roman History, Book 6 Lưu trữ ngày 20 tháng 8 năm 2007 tại Wayback Machine
- Historia Augusta, Life of Severus Alexander
- Aurelius Victor, Epitome de Caesaribus
- Joannes Zonaras, Compendium of History extract: Zonaras: Alexander Severus to Diocletian: 222–284 Lưu trữ ngày 21 tháng 5 năm 2008 tại Wayback Machine
- Zosimus, Historia Nova

### Văn kiện thứ cấp
- Southern, Pat. The Roman Empire from Severus to Constantine, Routledge, 2001
- Benario, Herbert W., Alexander Severus (A.D. 222–235), De Imperatoribus Romanis (2001)
- Canduci, Alexander (2010), Triumph & Tragedy: The Rise and Fall of Rome's Immortal Emperors, Pier 9, ISBN 978-1-74196-598-8
- Gibbon. Edward Decline & Fall of the Roman Empire (1888)